# Соланин
Солани́н (от лат. Solanum — паслён) — растительный гликоалкалоид. Является ядовитым органическим соединением. Химически родственен стероидам, содержится в растениях семейства паслёновых, в том числе и в картофеле, и обладает инсектицидным действием. Относится к контаминантам. Поступление в организм человека и животного большого количества соланина приводит к отравлению.
Агликон представлен стероидным алкалоидом соланидином, углеводная часть — остатками трёх моносахаридов (глюкозы, галактозы, рамнозы).
Обладает горьким вкусом и наряду с другими алкалоидами предохраняет растения от поедания животными. Сходный по строению и токсичности гликозид растений рода паслён — чаконин (он же хаконин).

## Распространение
Содержится в любой части растения — в листьях, плодах, стеблях, клубнях и т. д. Наибольшее содержание соланина наблюдается в незрелых ягодах паслёна чёрного (Solanum nigrum) и во всех частях паслёна сладко-горького (Solanum dulcamara). В клубнях употребляемого в пищу картофеля содержится до 0,05 % соланина (в проросших, позеленевших клубнях уровень соланина значительно выше), причём наибольшая концентрация соланина наблюдается непосредственно в кожуре и в ростках. Соланин не содержится в томатах (помидорах), несмотря на то, что они тоже рода пасленовых растений. В томатах содержится томатин, который схож с соланином, но в десятки раз менее токсичен, чем соланин.

## Токсичность
Соланин обладает фунгицидными и инсектицидными свойствами, исполняя роль природной защиты растений. Соланин вызывает возбуждение, а затем угнетение нервной системы, разложение эритроцитов.
Для человека и животных соланин может быть токсичен.
Благодаря значительному уменьшению содержания соланина в современном картофеле интоксикации стали редки. После чистки в клубне остаются лишь 5—10 % от исходного соланина.
Отравление соланином возможно после употребления нескольких килограммов нечищеного, термически необработанного, незрелого картофеля. Если в клубне есть позеленевшие области, то содержание соланина в них заметно выше, поэтому при чистке картофеля такие области лучше срезать.
Отравление соланином проявляется такими симптомами, как тошнота, рвота, боли в животе, головная боль, диарея, дезориентация, расширение зрачков и повышение температуры; в тяжёлых случаях наблюдаются делирий, кома и судороги. Летальная доза для кроликов оценивается в 0,06—0,12 грамма на кг массы тела, для собак — чуть больше 0,6 г/кг.
Лечение отравления соланином симптоматическое: промывание желудка, активированный уголь и слабительные, при необходимости — внутривенная регидратация.
По имеющимся данным, количество соланина в свежей зеленой ботве картофеля до наступления цветения увеличивалось с 0,085 до 0,114 %, а затем быстро уменьшалось. Ко времени цветения в картофельной ботве содержалось еще 0,055 % соланина, позднее — 0,037 %, а в период, когда ботва вполне засохла, — 0,01 %. Наиболее богаты соланином цветки, в которых было найдено его до 0,73 %. Очень богаты им ягоды.

## Влияние соланина на животных
Отравления животных картофелем обусловливаются содержанием в нем гликоалкалоида соланина. Больше всего содержится соланина в ягодах и ботве. В зрелых же и здоровых клубнях он содержится в небольших количествах (0,01 %). Резко повышается количество соланина в клубнях при их прорастании. В это время содержание соланина в них достигает 0,5 %, причем особенно много его находится в самих ростках. Много также соланина в недозрелых и пораженных различными грибами клубнях. Вследствие этого опасными для животных являются главным образом недозрелые, пораженные, грибами («больные») и проросшие клубни.
Вредное действие соланина выражается в местном раздражающем действии на слизистую желудочно-кишечного тракта, а также в вызываемых им при всасывании нервных расстройствах.
По клинической картине различаются две формы отравления: первая — острая, которая выражается преимущественно нервными расстройствами, и вторая — более лёгкая, протекающая главным образом при явлениях более или менее резкого расстройства со стороны пищеварения.
Нервная форма, наблюдаемая обычно при тяжелых отравлениях, возникает большей частью при скармливании животным проросшего картофеля. Так как в ростках и проросших клубнях содержится очень много соланина, то при поедании их соланин всасывается в большом количестве. При таких условиях в первую очередь развиваются явления общего порядка. Соланин, проявляя в максимальной степени свое токсическое действие, вызывает острое отравление, которое может привести к быстрой гибели животного. Обычным признаком такой формы отравления является угнетённое состояние, животные часто не реагируют на окрики и внешние воздействия.
Иногда периоду угнетения предшествует кратковременное беспокойство: животное бесцельно стремится вперед, наталкивается на препятствия и т. д. Особенно характерна при нервной форме отравлений слабость зада и задних конечностей (шатающаяся походка), сопровождающаяся часто судорогами, параличами ног и зада. Наряду с такими явлениями у животных часто быстро наступает ослабление дыхания (иногда одышка, цианоз), нарушается работа сердца; нередки аборты.
При более лёгких и, в частности, при хронических отравлениях явления нервного порядка выражены слабее. В этих случаях чаще отмечаются расстройства со стороны пищеварения: рвоты, вздутия, колики, запоры и позднее поносы, часто очень длительные и изнуряющие. К этим явлениям иногда присоединяются отёк век, подгрудка, конечностей, набухание слизистой рта с образованием афт и т. д.
В некоторых случаях, в особенности у крупного рогатого скота, при этом может еще появляться сухая экзема на различных местах кожи или везикулёзное воспаление кожи (так называемая картофельная сыпь), чаще всего вокруг рта, влагалища, ануса, на нижних частях конечностей (мокрец), на вымени, у корня хвоста. Экзема и сыпь сопровождаются зудом. У животных ухудшается аппетит, походка делается напряжённой. Температура обычно нормальная.
По описанию А. И. Дехтярева, при отравлении соланином свиньи зарываются в подстилку, а если их сгоняют с места, стоят, опустив голову, безучастные к окружающему. В некоторых случаях у них появляются рвота и понос при явлениях колик. Температура нормальная или незначительно повышена.
Особенно большую опасность представляет испорченный картофель, который кроме тяжёлых желудочно-кишечных расстройств и экзематозных поражений кожи может вызывать аборты, рождение нежизнеспособного молодняка.
Вследствие медленного действия соланина отчётливая картина отравления картофелем обычно наступает спустя довольно продолжительное время после начала скармливания. Иногда, при наличии болезненных состояний желудочно-кишечного тракта, явления отравления могут развиваться быстро, и в тяжёлых случаях животное погибает даже на 2-й или 3-й день.
При вскрытии трупов павших животных обнаруживаются главным образом воспалительные изменения в желудке и кишечнике — покраснение, отторжение эпителия, кровоизлияния и др. Кровоизлияния часто наблюдаются также во всех паренхиматозных органах. Нередко отмечаются паренхиматозный нефрит, лакообразное состояние крови и т. д.
Так как для кормления животных часто используют неполноценный картофель, обычно особенно богатый соланином, то его следует скармливать с известными предосторожностями. Отравления животных вызываются в большинстве случаев обильным скармливанием неполноценного картофеля в сыром виде. Особенно большую опасность для животных представляют кожура (очистки) и ростки картофеля.
М. Климмер указывает, что у свиней и коров при скармливании им картофельной ботвы в период цветения или с зелеными ягодами неоднократно возникали тяжёлые и даже смертельные отравления.
У крупного рогатого скота болезненные явления при таких отравлениях выражаются во вздутиях, поносах, прекращении секреции молока, конвульсиях, сердцебиении, параличах и экзантематозных поражениях кожи в виде экземы на ногах, вымени, мошонке и других местах. У свиней эти отравления выражались в рвоте, вздутиях, конвульсиях и параличах.
К. И. Гладков, Ф. А. Серединский и другие при отравлениях картофельной ботвой отмечали ещё нарушение у животных координации движений, шаткость зада, судорожные сокращения скелетной мускулатуры, цианоз слизистых оболочек, плавательные движения конечностей и т. д. Температура тела нормальная или ниже нормы (38,5—36,5° С).
Со времени открытия соланина (1821 г.) отравления, связанные со скармливанием животным картофельной ботвы, как и отравления картофелем, относили обычно на счёт соланина. Однако в последние годы по вопросу о токсичности картофельной ботвы получены некоторые новые данные. Н. И. Чижевский и другие установили наличие во многих случаях в картофельной ботве довольно значительных количеств (2,1—4,72 %) нитратов (азотнокислых соединений), а в исследовавшемся патологическом материале от животных, погибших вследствие отравлений картофельной ботвой, обнаруживали нитриты, то есть азотистокислые соединения, и другие нитросоединения.
На этом основании можно предполагать, что в некоторых случаях действующим началом картофельной ботвы кроме соланина являются нитраты, которые при определённых условиях, в результате биохимических процессов восстанавливаются в нитриты или иные ядовитые нитросоединения.
Кроме указанных выше болезненных явлений, вызываемых соланином или нитритами, после скармливания картофельной ботвы в некоторых случаях наблюдали у животных язвенный стоматит, а при использовании ботвы на подстилку — пузырчатые и язвенные воспаления кожи, особенно на конечностях. Причиной этих заболеваний К. Дамман считает гриб Sporidesmium exitosum (Poly-desmus), поражающий ботву.
Наконец, следует упомянуть о том, что, по утверждению ряда авторов, после продолжительного скармливания картофельной ботвы неоднократно наблюдалось у животных появление экземы на ногах, сходной с бардяным мокрецом.
Из соображений профилактики использование картофельной ботвы в корм животным не следует допускать. При необходимости использования ботвы в корм её не следует давать сразу в больших количествах, особенно голодным животным. Опасность отравления будет меньшей, если доброкачественную ботву скармливать небольшими порциями вместе с другими кормами. Ни в коем случае нельзя давать животным ботву, подвергшуюся гниению или заплесневелую, так как гнилостные микроорганизмы, плесневые и другие грибы сами по себе могут оказать на организм вредное действие.
Скармливать скоту зеленую картофельную ботву вообще трудно, так как животные поедают её очень плохо, часто совершенно отказываются от неё. М. Клинг, А. Брутини и другие рекомендуют скармливать картофельную ботву в сушёном виде. По их данным, сушёная ботва безвредна и в «…гигиеническом отношении является вполне безупречным кормовым средством».
Однако, в литературе имеются сообщения о наблюдавшихся в некоторых случаях тяжёлых отравлениях крупного рогатого скота при кормлении его сухой картофельной ботвой, заготовленной в течение лета.
Наиболее целесообразно картофельную ботву использовать для силосования, в особенности в смеси с другой зеленой массой. Т. В. Горб сообщает о проведённых опытах силосования картофельной ботвы и использования полученного силоса для кормления овец и коров в Тутаевском районе Ярославской области. Для силосования использовалась картофельная ботва, скашиваемая за 1-2 дня до уборки картофеля. Так как влажность ботвы была высокой (выше 80 %), её силосовали с сухой овсяной мякиной, которую добавляли к ботве в количестве около 5 % по весу. Для лучшего силосования массу при закладке в ямы обрызгивали кислым снятым молоком, которого расходовали в среднем около 2,5 л на тонну силосуемой массы. Неблагоприятных последствий кормления овец и коров этим силосом не наблюдалось.
Имеются, однако, указания на возможность в некоторых случаях отравлений животных также и силосом из картофельной ботвы. А. К. Сыромля сообщает о случае массового отравления коров в Черниговской области, возникшем в результате скармливания такого силоса в течение длительного времени в количествах от 10 до 30 кг на голову в сутки (высокопродуктивным коровам суточные дачи силоса достигали 40 кг). Заболевание протекало с типичной для картофельных отравлений клинической картиной: экзематозная сыпь на голове и ногах (в области пута, у некоторых от венчика до запястного и скакательного суставов), пузырьковая сыпь на сосках с последующим выпотеванием воспалительного экссудата и подсыханием в виде корок, огрубение кожи и образование трещин в области сгибов, зуд, хромота и пр. Тяжелее болезнь протекала у высокоудойных коров. Заболевание сопровождалось уменьшением общего удоя.

## Лечение животных при отравлении соланином
Прекращение дачи силоса приводит к постепенному выздоровлению больных в сроки до двух недель.
При отравлениях крупного рогатого скота картофельной ботвой хороший терапевтический эффект получался при внутривенных вливаниях 20%-го раствора хлористого натрия. Последний применялся в дозах 150—200 мл раз в сутки в течение 2—3 дней подряд.
Профилактика
При бардяных токсикозах необходимо скармливать достаточные количества грубых кормов, обязательна также подкормка животных мелом (в количестве от 30 до 50 г на голову в день), использование постоянно свежей барды. Барду подозрительного качества скармливают животным в ограниченных количествах. Особенно необходима осторожность при кормлении бардой молодняка крупного рогатого скота (до одного года) и беременных животных. Большое значение в профилактике бардяных мокрецов имеет поддержание чистоты и сухости в помещениях.
При необходимости использования картофельной ботвы для кормления животных её следует специально подготавливать — сушить или силосовать. Сушёная и силосованная ботва при скармливании в ограниченных количествах обычно не представляет опасности для животных.